# キクノハッピー
キクノハッピーは、日本の競走馬。1971年のオールカマー、1972年の福島記念に優勝。半姉にクイーンステークスとセントライト記念優勝馬キクノスズラン（父・ハロウェー）がいる。

## 略歴
1970年8月30日のデビュー戦で、翌年優駿牝馬（オークス）に優勝するカネヒムロの3着。その後3戦目で初勝利を挙げる。その後しばらく勝利から遠ざかったが、翌年6月に新潟開催の条件戦を大差で勝利し、2勝目を挙げた。その後は夏から秋にかけて条件戦で出走を続け、10月17日に格上挑戦でオールカマーに出走。ここで菊花賞優勝馬アカネテンリュウ等を退けて勝利、重賞初優勝と共にオープンクラスに昇格した。その後、4歳クラシック競走最後の一冠・菊花賞を目指し関西入りするが、脚部不安の為に出走できずに終わり、休養に入った。
半年後に復帰すると、緒戦こそ精彩を欠いたが徐々に調子を上げ、6戦目の福島記念を制し2度目の重賞制覇。その後2戦を挿んで、天皇賞（秋）で八大競走に初出走した。
しかし、この競走でパッシングゴールの大逃げ追走中に故障発症。右第1指関節イ開脱臼の為に予後不良となった。

## 血統表
| キクノハッピーの血統（トウルビヨン系 / Nearco 4x4=12.50%、 Blandford 4x5=9.38%、 Tourbillon 父内4x5=9.38%、 Orlass 5x5=6.25%、 Solario 父内5x5=6.25%） | キクノハッピーの血統（トウルビヨン系 / Nearco 4x4=12.50%、 Blandford 4x5=9.38%、 Tourbillon 父内4x5=9.38%、 Orlass 5x5=6.25%、 Solario 父内5x5=6.25%） | キクノハッピーの血統（トウルビヨン系 / Nearco 4x4=12.50%、 Blandford 4x5=9.38%、 Tourbillon 父内4x5=9.38%、 Orlass 5x5=6.25%、 Solario 父内5x5=6.25%） | （血統表の出典）            | （血統表の出典） |
| 父 *ハッピーオーメン Happy Omen 1960 鹿毛 イギリス | 父の父Hugh Lupus 1952 鹿毛 フランス | Djebel | Tourbillon                  | Tourbillon       |
| 父 *ハッピーオーメン Happy Omen 1960 鹿毛 イギリス | 父の父Hugh Lupus 1952 鹿毛 フランス | Djebel | Loika                       |                  |
| 父 *ハッピーオーメン Happy Omen 1960 鹿毛 イギリス | 父の父Hugh Lupus 1952 鹿毛 フランス | Sakountala | Goya                        | Goya             |
| 父 *ハッピーオーメン Happy Omen 1960 鹿毛 イギリス | 父の父Hugh Lupus 1952 鹿毛 フランス | Sakountala | Samos                       |                  |
| 父 *ハッピーオーメン Happy Omen 1960 鹿毛 イギリス | 父の母Royal Applause 1954 鹿毛 イギリス | Royal Charger | Nearco                      | Nearco           |
| 父 *ハッピーオーメン Happy Omen 1960 鹿毛 イギリス | 父の母Royal Applause 1954 鹿毛 イギリス | Royal Charger | Sun Princess                |                  |
| 父 *ハッピーオーメン Happy Omen 1960 鹿毛 イギリス | 父の母Royal Applause 1954 鹿毛 イギリス | Phase | Windsor Lad                 | Windsor Lad      |
| 父 *ハッピーオーメン Happy Omen 1960 鹿毛 イギリス | 父の母Royal Applause 1954 鹿毛 イギリス | Phase | Lost Soul                   |                  |
| 母 トキノスズラン 1954 黒鹿毛 日本 | 母の父*ライジングフレーム Rising Flame 1947 黒鹿毛 アイルランド                                                                                        | The Phoenix | Chateau Bouscaut            | Chateau Bouscaut |
| 母 トキノスズラン 1954 黒鹿毛 日本 | 母の父*ライジングフレーム Rising Flame 1947 黒鹿毛 アイルランド                                                                                        | The Phoenix | Fille De Poete              |                  |
| 母 トキノスズラン 1954 黒鹿毛 日本 | 母の父*ライジングフレーム Rising Flame 1947 黒鹿毛 アイルランド                                                                                        | Admirable | Nearco                      | Nearco           |
| 母 トキノスズラン 1954 黒鹿毛 日本 | 母の父*ライジングフレーム Rising Flame 1947 黒鹿毛 アイルランド                                                                                        | Admirable | Silvia                      |                  |
| 母 トキノスズラン 1954 黒鹿毛 日本 | 母の母第弐フラツシングラス 1935 鹿毛 日本 | *アスフォード Athford | Blandford                   | Blandford        |
| 母 トキノスズラン 1954 黒鹿毛 日本 | 母の母第弐フラツシングラス 1935 鹿毛 日本 | *アスフォード Athford | Athasi                      |                  |
| 母 トキノスズラン 1954 黒鹿毛 日本 | 母の母第弐フラツシングラス 1935 鹿毛 日本 | フラツシングラス | *シアンモア                 | *シアンモア      |
| 母 トキノスズラン 1954 黒鹿毛 日本 | 母の母第弐フラツシングラス 1935 鹿毛 日本 | フラツシングラス | 第三フラストレート F-No.1-b |                  |

- 5代母フラストレートは小岩井農場の基礎輸入牝馬の一頭。